# Jyske Bank Boxen
El Jyske Bank Boxen es un recinto cerrado multiusos ubicado en Herning, Dinamarca. 
Es utilizado para conciertos, baloncesto, voleibol, balonmano y competiciones de gimnasia. Ha acogido el Campeonato Europeo de Balonmano Femenino de 2010 y acogerá el Campeonato Europeo de Natación en Piscina Corta de 2013 y el Campeonato Europeo de Balonmano Masculino de 2014. 
Los derechos de nombre del arena fueron adquiridos el 1 de octubre de 2010 por la institución financiera danesa Jyske Bank. 
El acto inaugural del arena, celebrado el 20 de octubre de 2010, fue un concierto de Lady Gaga dentro de su gira The Monster Ball Tour. 
El arena fue una de las posibles sedes candidatas para acoger el Festival de la Canción de Eurovisión 2014. 